# 1831 au Bas-Canada
Cet article traite des événements survenus en 1831 au Bas-Canada. 

## Événements
- 24 janvier : début de la Quatorzième législature du Bas-Canada.
- Recensement du Bas-Canada [1].
- Louis-Joseph Papineau fait passer une loi reconnaissant l'égalité de tous les citoyens. Cette loi va permettre aux Juifs de pouvoir occuper les mêmes fonctions que tout autre citoyen.

## Naissances
- 14 février : Camille Lefebvre, prêtre.
- 1 mai : Emily Stowe, première femme médecin au Canada.
- 16 août : John Jones Ross, politicien et premier ministre du Québec.

## Décès
- 11 juillet : René Boileau, politicien (° 26 octobre 1754).
- 26 octobre : Jacques Labrie, médecin et politicien.